# Isaac Boakye
Isaac Boakye (* 26. November 1981 in Kumasi) ist ein ehemaliger ghanaischer Fußballspieler.

## Karriere

### Verein
Seine Karriere startete Boakye bei den Ghapoha Readers, einem Verein aus Tema in Ghana. Zwei Jahre später wechselte er zu Ashanti Gold SC. Im selben Jahr absolvierte er ein Probetraining beim schwedischen Verein IFK Norrköping. Er verließ Ashanti Gold aber nicht in Richtung Schweden, sondern spielte ein Jahr in der Türkei beim MKE Ankaragücü in dessen Jugend, ehe er zu Asante Kotoko nach Kumasi wechselte. Dort absolvierte er auch seine ersten Profispiele.
Bis 2003 ging der Mittelstürmer in seiner Heimatstadt auf Torejagd, bevor ihn Arminia Bielefeld in die 2. Bundesliga holte. Dort kam er gleich in seiner ersten Saison auf 26 Spiele, in denen er 14 Tore erzielte, und stieg in die 1. Bundesliga auf. Danach war er oft verletzt und kam 2004/2005 nur auf zehn Einsätze und zwei Tore.
Im Sommer 2006 wechselte Boakye zum VfL Wolfsburg. Die Ablöse betrug 1,2 Millionen Euro; er erhielt in Wolfsburg einen Drei-Jahres-Vertrag.
Zur Rückrunde der Saison 2007/08 wechselte Boakye auf Leihbasis zum Zweitligisten 1. FSV Mainz 05. Dort spielte er 13-mal meist als Einwechselspieler und erzielte ein Tor. Der Vertrag beinhaltete eine Kaufoption, die jedoch nicht gezogen wurde; Boakye kehrte daraufhin nach Wolfsburg zurück.
Er wechselte zu Beginn der Saison 2008/09 in die 2. Bundesliga zum 1. FC Nürnberg. In den ersten beiden Ligaspielen spielte er über die volle Zeit und erzielte je ein Tor. Wegen seiner oft eigensinnigen Art blieb er trotz sechs weiterer Tore umstritten beim Club. Mit seinen zwei Toren im ersten Relegationsspiel am 28. Mai 2009 in Cottbus, das der Club mit 3:0 gewann, schien er einem Stammplatz einen großen Schritt näher gekommen.
Die Hinrunde der Saison 2009/10 verlief allerdings wenig erfreulich für Boakye. Von Anfang an hatte er mit Leistenproblemen zu kämpfen und so lieh der Verein mit Eric Maxim Choupo-Moting bereits am 5. Spieltag einen weiteren Mittelstürmer aus. Nur fünfmal kam der Ghanaer in der Hinrunde zum Einsatz und kurz vor der Schließung des Wintertransferfensters berichtete der Kicker noch über eine mögliche Rückkehr nach Bielefeld, die aber nicht zustande kam. Es dauerte bis weit in die Rückrunde hinein, bis er wieder den Anschluss gefunden hatte. Choupo-Moting und die anderen Offensivspieler behielten aber ihre Stammpositionen und so kam er nur noch zu fünf kürzeren Einsätzen als Einwechselspieler in der Liga und dem Relegationsrückspiel. Ein Saisontor gelang ihm nicht.
Nachdem Boakye auch in der Hinrunde der Saison 2010/11 nur Reservist gewesen und zu lediglich zwei Kurzeinsätzen gekommen war, löste er am 18. Dezember 2010 seinen Vertrag beim 1. FC Nürnberg auf und wechselte in die norwegische Hauptstadt Oslo zu Vålerenga IF in die Tippeliga.
Seit August 2014 ist Boakye vereinslos.

### Nationalmannschaft
Boakye spielte in der Nationalmannschaft von Ghana. Seinen ersten großen Auftritt hatte er während des Afrika-Cups 2002, als er als Einwechselspieler durch zwei Tore in den letzten zwei Spielminuten der Nationalmannschaft von Ghana mit einem 2:1-Sieg über Burkina Faso den Einzug in das Viertelfinale sicherte. Allerdings fand Boakye bei der Fußball-Afrikameisterschaft 2006 und der Weltmeisterschaft 2006 in Deutschland keine Berücksichtigung.
Am 28. Februar 2007 erklärte der damalige Nationaltrainer Claude Le Roy, dass Boakye nicht mehr für Ghana spielen werde. Seit dem September 2005 hatte er kein Spiel mehr für die Black Stars bestritten.

## Titel / Erfolge
- Bundesliga-Aufstieg 2003/04 mit Arminia Bielefeld
- Bundesliga-Aufstieg 2008/09 mit dem 1. FC Nürnberg

## Privates
Boakye ist verheiratet und hat zwei Kinder.